# Maximilian Höcherl
Maximilian Höcherl (* um 1989) ist ein deutscher Musiker (Gesang, auch Horn, Liedtexte, Komposition) in den Genres Jazz und Popmusik.

## Wirken
Höcherl, der aus Landsberg am Lech stammt, studierte bis 2016 an der Hochschule für Musik und Theater München Schulmusik und Jazzgesang. Er konzertierte mit Big Bands und trat unter anderem mit Bobby McFerrin, Willi Johanns, Tilman Jäger und Christian Elsässer auf.
Die Süddeutsche Zeitung lobte Höcherl wegen seiner Qualitäten als Crooner, aber auch als „stiloffener Stimmexperimentator, der obendrein über Sprachtalent und Charisma verfügt.“ Seit 2016 ist er Basssolist beim „Weihnachtsoratorium in Jazz“ von Stephan König. Zwischen 2017 und 2019 wirkte er als Moderator und Sänger in der Konzert-Revue Charlie and his Orchestra. Er leitet sein Maximilian Höcherl Ensemble und spielt im Duo Voyage mit dem Pianisten Stephan Weiser. Mit dem Quintett Max Stiller, mit dem das Album Wenn Du willst entstand, und dem Trio Loveman ist er im Pop- und Rockbereich unterwegs. Im Projekt Ripley and the Talents tritt er als Hornist mit dem Monaco Swing Ensemble auf. Seine im Juli 2018 uraufgeführten Bearbeitungen verschiedener Bach-Motetten für großen Chor und Jazzquintett hat der Münchner Motettenchor auf dem Album Barock in Blue veröffentlicht.
Höcherl ist zudem seit 2016 als Leiter des Jazzchores und seit 2017 als Dozent für Jazzgesang an der Musikhochschule München aktiv.

## Preise und Auszeichnungen
Höcherl wurde als Hornist 2009 mit dem Kulturförderpreises des Landkreises Landsberg ausgezeichnet. 2019 erhielt er ein Stipendium für das Programm „Artist in Residence“ an der Cité internationale des arts in Paris. Laut Jury verfüge er über eine große Vielseitigkeit und repräsentiere mit seinem abwechslungsreichen musikalischen Engagement ein „Gesamtkunstwerk“.